# Mihail Sebastian
Mihail Sebastian, właściwie Iosif Hechter (ur. 18 października 1907 w Braile, zm. 29 maja 1945 w Bukareszcie) – rumuński dramaturg i powieściopisarz pochodzenia żydowskiego. Inny pseudonim artysty to Victor Mincu.

## Życie
Mihail Sebastian studiował prawo w Bukareszcie i Paryżu. Po ukończeniu studiów rozpoczął współpracę z rumuńskim czasopismem „Cuvîntul”. Przekładał na język rumuński dzieła XX-wiecznej literatury francuskiej. W latach 30. poświęcał się przede wszystkim pisaniu powieści i sztuk teatralnych, współpracował także z wieloma czasopismami, m.in. „Viața românească” i „Revista Fundațillor Regale”. Podczas wojny był zmuszony przez władze rumuńskie opuścić redakcje tych czasopism, jedną ze swoich sztuk opublikował pod pseudonimem Victor Mincu. W tym czasie nawiązał kontakty z komunistycznym ruchem oporu w Rumunii i zaczął pisać artykuły dla nielegalnej antyfaszystowskiej prasy. Zmarł 29 maja 1945 na skutek obrażeń odniesionych w wypadku samochodowym.

## Dzieło
Najbardziej godną uwagi jest powieść De două mii de ani, która przedstawia losy Żydów i nasilenie się antysemityzmu w Europie. Głównym wątkiem utworu jest historia młodego żydowskiego intelektualisty (studenta i później architekta). Akcja powieści odgrywa się w Paryżu i Bukareszcie w latach 20. i w pierwszej połowie lat 30. XX wieku.
Dopiero pięćdziesiąt lat po wojnie został odkryty jego Dziennik 1935-1944, który uzyskał wielką popularność w Rumunii i za granicą (m.in. przekłady na język angielski i polski). Dokument zawiera opisy: atmosfery politycznej i kulturowej tamtych lat, historii różnych znajomości pisarza (m.in. z Mirceą Eliadem, Eugenem Ionescu, Camilem Petrescu i Constantinem Noiką) oraz prześladowań Żydów bukareszteńskich w autorytarnej Rumunii.

### Powieści
- Femei (1933)
- De două mii de ani (1934); wyd. polskie Od dwóch tysięcy lat, Wydawnictwo Książkowe Klimaty, Wrocław 2020[1]
- Orașul cu salcâmi (1935)
- Accidentul (1940)

### Dramaty
- Jocul de-a vacanța (1938)
- Steaua fără nume (1944)
- Ultima oră (1945)
- Insula (1947)

### Inne
- Fragmente dintr-un carnet găsit (1932)
- Cum am devenit huligan (1935)
- Corespondența lui Marcel Proust (1939)
- Eseuri, cronici, memorial (1972)
- Jurnal 1935-1944 (1996[2]); wyd. polskie: Dziennik 1935-1944, Wydawnictwo Pogranicze, Sejny 2006[3]